# Karim Haggui
Karim Haggui (arabul: كريم حقي; Kasserine, 1984. január 20. –) tunéziai labdarúgó hátvéd.

## Pályafutása

### A válogatottban
2003. augusztus 20-án mutatkozott be a tunéziai válogatottban, egy Guinea elleni 0–0-s döntetlen során. Meghívták a 2004-es afrikai nemzetek kupájára induló keretbe. Szintén ekkor részt vett a 2004-es nyári olimpián, ahol három csoportmérkőzésen játszott.
2006-ban még két tornán lépett pályára: az év elején a 2006-os afrikai nemzetek kupáján játszott. Később a németországi világbajnokságon mindhárom csoportmérkőzésen pályára lépett: Szaúd-Arábia (2–2), Spanyolország (1–3) és Ukrajna (0–1) ellen.

## Sikerei, díjai
Bayer 04 Leverkusen
- Német kupa ezüstérmes: 2008–09

Tunézia
- Afrikai nemzetek kupája: 2004